# ラブライブ!μ's Live Collection
『ラブライブ！μ's Live Collection』（ラブライブ ミューズ ライブ・コレクション）は、2016年8月26日にEMOTIONから発売されたμ'sの映像作品。「ラブライブ！μ'sありがとうProject」の一環として上映された「μ's Live in Theater」を収録。

## 概要
「ラブライブ！μ'sありがとうProject」の一環として2016年1月10日から3月26日のうちの5週間、1stシングル「僕らのLIVE 君とのLIFE」から6thシングル「Music S.T.A.R.T!!」、テレビアニメ1期、2期、劇場版のダンスシーンを1本にまとめて上映されたものを収録したもの。3月31日、東京ドームで配られたチラシから発売決定が告知された。
また特典映像には第66回NHK紅白歌合戦にて放送されたスペシャルアニメーション、ウォータリングキスミントとのコラボCM（WEB限定CM）が収録された。

## 収録曲
本編（全30曲）
1. 僕らのLIVE 君とのLIFE
  - 歌：μ's
  - μ's 1stシングル

2. Snow halation
  - 歌：μ's
  - μ's 2ndシングル

3. 夏色えがおで1,2,Jump!
  - 歌：μ's
  - μ's 3rdシングル

4. もぎゅっと"love"で接近中！
  - 歌：μ's
  - μ's 4thシングル

5. Wonderful Rush
  - 歌：μ's
  - μ's 5thシングル

6. 僕らは今のなかで
  - 歌：μ's
  - テレビアニメ第1期オープニングテーマ

7. ススメ→トゥモロウ
  - 歌：高坂穂乃果、南ことり、園田海未
  - テレビアニメ第1期1話挿入歌

8. START:DASH!!
  - 歌：高坂穂乃果、南ことり、園田海未
  - テレビアニメ第1期3話挿入歌

9. これからのSomeday
  - 歌：高坂穂乃果、南ことり、園田海未、星空凛、西木野真姫、小泉花陽、矢澤にこ
  - テレビアニメ第1期6話挿入歌

10. 僕らのLIVE 君とのLIFE
  - 歌：μ's
  - テレビアニメ第1期第8話挿入歌。映像がリメイクされている。

11. Wonder zone
  - 歌：μ's
  - テレビアニメ第1期第9話挿入歌

12. No brand girls
  - 歌:μ's
  - テレビアニメ第1期第11話挿入歌

13. START DASH!!
  - 歌：μ's
  - テレビアニメ第1期第13話挿入歌

14. きっと青春が聞こえる
  - 歌：μ's
  - テレビアニメ第1期エンディングテーマ

15. Music S.T.A.R.T
  - 歌：μ's
  - μ's 6thシングル
  - BDに収録された新作OVAは収録されていない。

16. それは僕たちの奇跡
  - 歌：μ's
  - テレビアニメ第2期オープニングテーマ

17. ユメノトビラ
  - 歌：μ's
  - テレビアニメ第2期第3話挿入歌

18. Love wing bell
  - 歌：星空凛、西木野真姫、小泉花陽、絢瀬絵里、東條希、矢澤にこ
  - テレビアニメ第2期第5話挿入歌

19. Dancing stars on me!
  - 歌：μ's
  - テレビアニメ第2期第6話挿入歌

20. Snow halation
  - 歌：μ's
  - テレビアニメ第2期第9話挿入歌。リメイク版のため、オリジナル版と違う部分がある。

21. KiRa-KiRa Sensation!
  - 歌：μ's
  - テレビアニメ第2期第12話挿入歌

22. 僕らは今のなかで
  - 歌：μ's
  - テレビアニメ第2期第12話挿入歌。第1期オープニングテーマバージョンと比べて、映像が一部差し替えられている。

23. Happy maker!
  - 歌：μ's
  - テレビアニメ第2期第13話挿入歌

24. どんなときもずっと
  - テレビアニメ第2期エンディングテーマ。各メンバーが羽根を持つ部分が9分割されている。

25. Hello,星を数えて
  - 歌：星空凛、西木野真姫、小泉花陽
  - 劇場版挿入歌1

26. Angelic Angel
  - 歌：μ's
  - 劇場版挿入歌2

27. ?←HEARTBEAT
  - 歌：絢瀬絵里、東條希、矢澤にこ
  - 劇場版挿入歌3

28. Future style
  - 歌：高坂穂乃果、南ことり、園田海未
  - 劇場版挿入歌4

29. SUNNY DAY SONG
  - 歌：μ's
  - 劇場版挿入歌5

30. 僕たちはひとつの光
  - 歌：μ's
  - 劇場版挿入歌6
  - クレジットは劇場版のものとは違い「僕らのLIVE 君とのLIFE」から「僕たちはひとつの光」までのタイトルが流れる。

特典映像
1. 第66回NHK紅白歌合戦 ラブライブ！スペシャルアニメーション
2. ラブライブ！×ウォータリングキスミント コラボCM